# Liste des aventures et extensions de Hearthstone

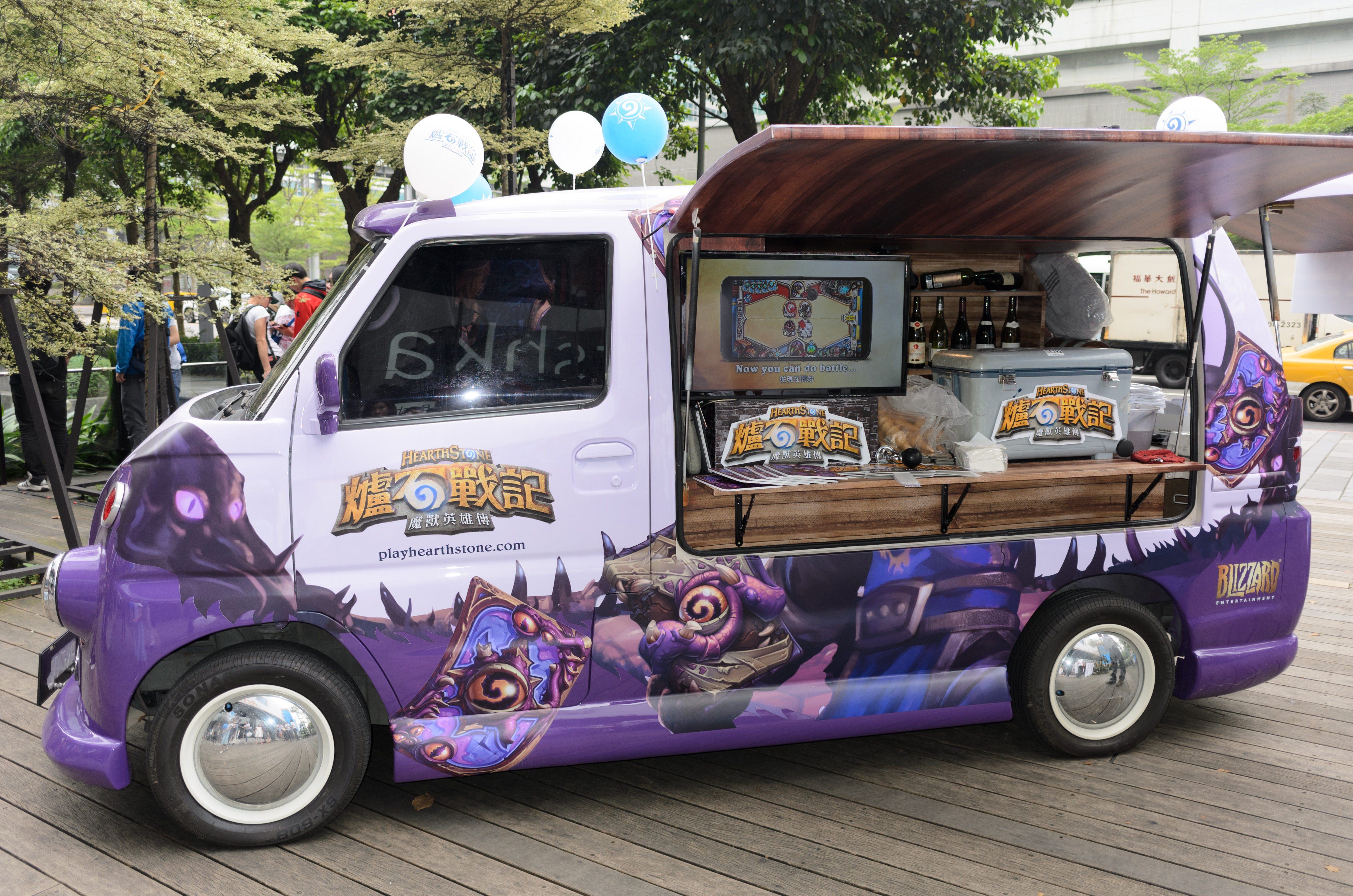
Véhicule promotionnel à Taipei lors du lancement en 2016 de l'extension Murmures des Dieux très anciens.

Cette liste des aventures et extensions de Hearthstone recense les suppléments ajoutés au jeu vidéo de cartes à collectionner Hearthstone, créé par Blizzard Entertainment et sorti en 2014.
Hearthstone est régulièrement mis à jour, que ce soit au niveau du logiciel-client du jeu, mais aussi au niveau du contenu. À peu près tous les quatre mois, sort une nouvelle extension qui apporte un contenu supplémentaire au jeu.
Au départ, des extensions du jeu (cartes supplémentaires) et des aventures (donjon spécial avec des boss donnant de nouvelles cartes) se succèdent régulièrement. Par la suite, depuis la quatrième extension, Main basse sur Gadgetzan, seules des extensions sont proposées, celles-ci comprenant (à partir de Chevaliers du Trône de glace) des mini-aventures qui ne donnent plus nécessairement des cartes, mais offrent un gameplay différent des parties normales ou des autres modes de jeu déjà présents.

## Tableau récapitulatif
Le tableau ci-dessous énumère l'ensemble des extensions et aventures d’Hearthstone, avec leurs dates d'entrées (les sets), de leur de sortie du mode « Standard » (les cartes du set de base et « Classique », plus les 3 derniers sets de l'année en cours) pour le mode « Libre » (toutes les cartes, avec celles du Panthéon), ainsi que la répartition des cartes à collectionner par extension et au total.
Il faut noter que les années (Kraken, Mammouth, Corbeau, etc.) ne débutent pas au commencement de l'année calendaire, mais après la fin du championnat du monde d’Hearthstone qui se déroule chaque année (depuis 2018) vers le mois de mars/avril.
| Nom du set (nom orignal)                                                                               | Type de version                                        | Date de sortie (aux États-Unis)                        | Date de déplacement du mode Standard au mode Libre     | Cartes totales (par extension) | Communes | Rares | Épiques | Légendaires |
| --- | ------------------------------------------------------ | ------------------------------------------------------ | ------------------------------------------------------ | ------------------------------ | -------- | ----- | ------- | ----------- |
| Héritage                                                                                               | Contenu de base                                        | 11 mars 2014                                           | 30 mars 2021                                           | 418                            | 103      | 88    | 43      | 41          |
| Fondamental                                                                                            | Contenu de base                                        | périodiquement                                         | périodiquement                                         | 235                            | 128      | 55    | 27      | 25          |
| Années 1 et 2                                                                                          |                                                        |                                                        |                                                        |                                |          |       |         |             |
| La malédiction de Naxxramas (Curse of Naxxramas)                                                       | Aventure                                               | 22 juillet 2014                                        | 26 avril 2016                                          | 30                             | 18       | 4     | 2       | 6           |
| Gobelins et Gnomes (Goblins vs. Gnomes)                                                                | Extension                                              | 8 décembre 2014                                        | 26 avril 2016                                          | 123                            | 40       | 37    | 26      | 20          |
| Le Mont Rochenoire (Blackrock Mountain)                                                                | Aventure                                               | 2 avril 2015                                           | 6 avril 2017                                           | 31                             | 15       | 11    | 0       | 5           |
| Le Grand Tournoi (The Grand Tournament)                                                                | Extension                                              | 24 août 2015                                           | 6 avril 2017                                           | 132                            | 49       | 36    | 27      | 20          |
| La Ligue des Explorateurs (League of Explorers)                                                        | Aventure                                               | 12 novembre 2015                                       | 6 avril 2017                                           | 45                             | 25       | 13    | 2       | 5           |
| Année du Kraken (Year of the Kraken)                                                                   |                                                        |                                                        |                                                        |                                |          |       |         |             |
| Les Murmures des Dieux très anciens (Whispers of the Old Gods)                                         | Extension                                              | 26 avril 2016                                          | 12 avril 2018                                          | 134                            | 50       | 36    | 27      | 21          |
| Une nuit à Karazhan (One Night in Karazhan)                                                            | Aventure                                               | 11 août 2016                                           | 12 avril 2018                                          | 45                             | 27       | 12    | 1       | 5           |
| Main basse sur Gadgetzan (Mean Streets of Gadgetzan)                                                   | Extension                                              | 1er décembre 2016                                      | 12 avril 2018                                          | 132                            | 49       | 36    | 27      | 20          |
| Année du Mammouth (Year of the Mammoth)                                                                |                                                        |                                                        |                                                        |                                |          |       |         |             |
| Voyage au centre d’Un’Goro (Journey to Un'Goro)                                                        | Extension                                              | 6 avril 2017                                           | 9 avril 2019                                           | 135                            | 49       | 36    | 27      | 23          |
| Chevaliers du Trône de glace (Knights of the Frozen Throne)                                            | Extension                                              | 10 août 2017                                           | 9 avril 2019                                           | 135                            | 49       | 36    | 27      | 23          |
| Kobolds et catacombes (Kobolds & Catacombs)                                                            | Extension                                              | 7 décembre 2017                                        | 9 avril 2019                                           | 135                            | 49       | 36    | 27      | 23          |
| Année du Corbeau (Year of the Raven)                                                                   |                                                        |                                                        |                                                        |                                |          |       |         |             |
| Bois Maudit (The Witchwood)                                                                            | Extension                                              | 12 avril 2018                                          | 7 avril 2020                                           | 129                            | 48       | 35    | 25      | 21          |
| Projet Armageboum (The Boomsday Project)                                                               | Extension                                              | 7 août 2018                                            | 7 avril 2020                                           | 136                            | 49       | 36    | 27      | 24          |
| Les Jeux de Rastakhan (Rastakhan's Rumble)                                                             | Extension                                              | 4 décembre 2018                                        | 7 avril 2020                                           | 135                            | 49       | 36    | 27      | 23          |
| Année du Dragon (Year of the Dragon)                                                                   |                                                        |                                                        |                                                        |                                |          |       |         |             |
| L'Éveil des ombres (Rise of Shadows)                                                                   | Extension                                              | 9 avril 2019                                           | 30 mars 2021                                           | 136                            | 49       | 36    | 27      | 24          |
| Les Aventuriers d’Uldum (Saviors of Uldum)                                                             | Extension                                              | 6 août 2019                                            | 30 mars 2021                                           | 135                            | 49       | 36    | 27      | 23          |
| L'Envol des Dragons (Descent of Dragons)                                                               | Extension                                              | 10 décembre 2019                                       | 30 mars 2021                                           | 140                            | 49       | 36    | 27      | 28          |
| Le Réveil de Galakrond (Galakrond's Awakening)                                                         | Aventure                                               | 21 janvier 2020                                        | 30 mars 2021                                           | 35                             | 15       | 12    | 4       | 4           |
| Initié chasseur de démons (Demon Hunter Initiate)                                                      | Aventure                                               | 2 avril 2020                                           | 30 mars 2021                                           | 20                             | 8        | 6     | 4       | 2           |
| Année du Phénix (Year of the Phoenix)                                                                  |                                                        |                                                        |                                                        |                                |          |       |         |             |
| Les Cendres de l'Outreterre (Ashes of Outland)                                                         | Extension                                              | 7 avril 2020                                           | TBA 2022                                               | 135                            | 51       | 35    | 24      | 25          |
| L'Académie Scholomance (Scholomance Academy)                                                           | Extension                                              | 6 août 2020                                            | TBA 2022                                               | 135                            | 52       | 35    | 23      | 25          |
| Folle journée à Sombrelune (Madness at the Darkmoon Faire) plus Courses de Sombrelune (Darkmoon Races) | Extension + mini set                                   | 17 novembre 2020 21 janvier 2021                       | TBA 2022                                               | 170                            | 70       | 46    | 25      | 29          |
| Année du Griffon (Year of the Griffin)                                                                 |                                                        |                                                        |                                                        |                                |          |       |         |             |
| Forgés dans les Tarides (Forged in the Barrens)plus Cavernes des Lamentations(Wailing Caverns)         | Extension + mini set                                   | 30 mars 2021 3 juin 2021                               | TBA 2023                                               | 170                            | 66       | 49    | 26      | 29          |
| Total des cartes publiées (tous suppléments confondus)                                                 | Total des cartes publiées (tous suppléments confondus) | Total des cartes publiées (tous suppléments confondus) | Total des cartes publiées (tous suppléments confondus) | 2824                           | 1107     | 754   | 489     | 458         |

« TBD » signifie to be defined, soit en français « à définir (en) » et « TBA » to be annonced, soit en français « annonce prévue (en) ».
La comptabilité des cartes tient aussi compte des cartes supplémentaires obtenues en plus de celles d'une extension (cartes rajoutées), mais aussi des entrées au Panthéon et de l'ajout ou de la modification du nombre de cartes par les développeurs en dehors d'une extension (durant les patches de rééquilibrage notamment). Par exemple, l'extension L'Éveil des ombres comprend 135 cartes, plus une qui a été rajoutée dans l'intervalle (« Zayle, cape des ombres »).

## Liste

### Première aventure:La malédiction de Naxxramas
Un nouveau mode de jeu, une aventure nommée Curse of Naxxramas (en français, « La Malédiction de Naxxramas »), sort le 23 juillet 2014 en Europe. L'aventure propose 30 nouvelles cartes et 15 boss répartis dans 5 quartiers (ailes) différents.
Dans cette première aventure, le joueur affronte un par un les différents boss du donjon de Naxxramas afin de collecter les nouvelles cartes que proposent cette aventure, ainsi que les nouvelles cartes de classes.
Ceux qui découvrent Naxxramas au moment du lancement de l’aventure (jusqu’au 30 septembre 2014) peuvent débloquer gratuitement la première aile de l'aventure, Le Quartier des Arachnides. Pour les autres ailes, il est possible d'acheter chacune des quatre pour 700 pièces d’or ou 5,99 € pièce. Elles sont également accessibles par lots à différents tarifs dégressifs.
Les cinq ailes sont les suivantes, :
- Le Quartier des Arachnides ;
- Le Quartier de la Peste ;
- Le Quartier Militaire ;
- Le Quartier des Assemblages ;
- L'Antre du Wyrm de givre.

En battant les boss, des cartes neutres se débloquent (21 cartes au total). Certains de ces boss permettent de récupérer des cartes de classes (9 cartes au total), grâce au défi de classe qui consiste à battre le boss avec un deck imposé,.
Enfin, un mode « héroïque » de cette aventure est disponible, où les joueurs ont la possibilité de battre des versions plus fortes des boss déjà combattus. S’il les bat tous, le joueur reçoit un dos de carte exclusif,.

### Première extension:Gobelins et Gnomes
La première extension du jeu, Goblins vs Gnomes (en français, traduite par « Gobelins et Gnomes »), sort en Europe le 9 décembre 2014. Cette extension apporte plus de 120 nouvelles cartes, se trouvant dans un nouveau type de pack, le « pack expert ».
De nouvelles mécaniques de jeu sont introduites :
- les cartes « Pièces détachées » (Spare Part), une collection de sorts qui coûtent chacun un cristal de mana et qui ont des effets divers. Ces sorts peuvent être octroyés par le biais d'effets de certains serviteurs ;
- parmi ces nouvelles cartes, se trouve un nouveau type de créatures, les « Méca » (Mechs)[33],[34].

Par ailleurs, l'extension introduit un mode « spectateur », permettant de rejoindre une partie en cours et de regarder jouer ses amis.

### Seconde aventure:Le Mont Rochenoire
La seconde aventure, Blackrock Mountain (en français, « Le Mont Rochenoire »), sort en Europe le 3 avril 2015, avec le lancement de sa première aile. Cette aventure apporte 31 nouvelles cartes et 17 boss à combattre.
Contrairement à la première aventure, les boss proviennent des différents « raids/donjons » du Mont Rochenoire du jeu World of Warcraft. Chaque aile, à l'exception du laboratoire, représente un donjon ou un raid précis.
Les cinq ailes sont les suivantes :
- Profondeurs de Rochenoire ;
- Cœur du Magma ;
- Pic Rochenoire ;
- Repaire de l'aile noire ;
- Laboratoire secret.

À compter de cette aventure, un quatrième mode de jeu est disponible, le « Bras de fer » (Brawl). Disponible pendant une semaine et changeant à chaque fois, le Bras de fer propose de relever des défis avec des règles différentes des parties normales. Il peut s'agir de gagner une partie avec un deck pré-construit ou de créer un deck avec des contraintes spécifiques. Ce mode de jeu sort le 17 juin 2015 avec le premier Bras de fer, « Nefarian vs Ragnaros ».

### Seconde extension:Le Grand Tournoi
La seconde extension, The Grand Tournament (en français, « Le Grand Tournoi »), sort en Europe le 24 août 2015. Cette extension ajoute 132 nouvelles cartes. Elle est inspirée de la mise à jour du « Tournoi d'argent » de l'extension Wrath of the Lich King du jeu World of Warcraft.
Cette extension met en place de nouvelles mécaniques :
- l'« Exaltation » (Inspire) (effet spécial d'une carte déclenché par l'utilisation du pouvoir du héros) ;
- la « Joute » (Jousting) (une carte d'une créature est tirée des decks des deux joueurs, celle qui coûte le plus l'emporte ; si le joueur qui a joué la carte avec Joute l'emporte, cela ajoute un effet supplémentaire à la carte).

De plus, la carte légendaire « Justicière Cœur-Vrai » est introduite, celle-ci ayant comme particularité, lorsqu'elle entre en jeu, de remplacer le pouvoir héroïque du joueur par un pouvoir héroïque plus puissant.

### Troisième aventure:La Ligue des Explorateurs
La troisième aventure, The League of Explorers (en français, « La Ligue des Explorateurs »), sort en Europe le 12 novembre 2015. Cette aventure apporte 45 nouvelles cartes et 13 boss à combattre.
Une nouvelle mécanique, liée au « cri de guerre », est introduite avec certaines cartes : la « Découverte » (Discover). Lors de l'activation du cri de guerre, le joueur se voit proposer un choix de trois cartes et doit choisir l'une d'elles, qui atterrit dans sa main.
L'aventure comporte quatre ailes :
- Le Temple d'Orsis ;
- Uldaman ;
- La Ville en ruines ;
- Le Hall des Explorateurs.

### Troisième extension:Les Murmures des Dieux très anciens
Le 5 mars 2016, le carrousel présentant les cartes sur le site officiel du jeu change et présente des cartes qui semblent être liées aux Dieux très anciens, entités très puissantes et anciennes de l'univers de Warcraft (dont l'inspiration provient du Mythe de Cthulhu de l'écrivain américain H. P. Lovecraft)[réf. nécessaire].
Le 11 mars 2016, Blizzard annonce la troisième extension, Whispers of the Old Gods (en français, « Les Murmures des Dieux très anciens »). Cette extension ajoute plus de 130 nouvelles cartes, dont des versions « corrompues » de cartes déjà existantes. L'extension sort le 27 avril 2016.
C'est aussi l'occasion pour Blizzard d'introduire les modes « Standard » et « Libre ». En mode Standard, seules les cartes récentes (c’est-à-dire des extensions et aventures de l'année calendaire en cours, ainsi que de la précédente) peuvent être utilisées ; excluant donc initialement les cartes de Naxxramas et de Gobelins et Gnomes, qui seront retirées de la boutique mais qui pourront cependant être fabriquées avec de la Poussière arcanique (ce qui n'était préalablement pas possible pour les cartes des aventures). En revanche, en mode Libre, toutes les cartes existantes seront utilisables.
Il y aura un classement saisonnier indépendant pour chaque mode, la récompense du coffre de fin de saison tenant alors compte du meilleur classement des deux modes. Blizzard justifie l'introduction du mode Standard par le fait de vouloir réduire le coût d'entrée pour les nouveaux joueurs (nombre moindre de cartes à obtenir pour être compétitif en mode Standard) et par leur volonté d'assurer un meilleur contrôle sur le méta-jeu (nombre moindre de cartes à équilibrer).
Lors de la semaine de sortie de cette extension, 3 paquets de cartes de celle-ci sont offerts à tout joueur se connectant. De plus, une quête spéciale qui consiste à gagner 2 parties en mode Standard permet d'en gagner 5 de plus et, lorsqu'elle est accomplie, elle est suivie d'une autre quête consistant à gagner 7 parties en mode Standard qui permet de gagner 5 paquets supplémentaires, pour un total de 13 paquets offerts.
Lorsqu'un joueur ouvre son premier paquet de l'extension, il reçoit automatiquement la carte légendaire « C'thun », ainsi que 2 exemplaires de la carte « Annonciatrice du mal » qui servent à améliorer la carte C'thun lorsqu'elle sera jouée.

### Quatrième aventure:Une nuit à Karazhan
Le 29 juillet 2016, Blizzard annonce la quatrième aventure, One Night in Karazhan (en français, « Une nuit à Karazhan »). Cette aventure contient 45 nouvelles cartes,. Le prologue (gratuit) et la première aile sortent le 12 août 2016.
L'aventure comporte quatre ailes, plus un prologue accessible à tous les joueurs :
- Le prologue ;
- Le salon ;
- L'Opéra ;
- La Ménagerie ;
- La Flèche.

### Quatrième extension:Main basse sur Gadgetzan
Le 4 novembre 2016, Blizzard annonce la quatrième extension, Mean Streets of Gadgetzan (en français, « Main basse sur Gadgetzan »). Cette extension propose 132 nouvelles cartes. L'extension sort le 1er décembre 2016.
Dans la ville gobeline de Gadgetzan, trois clans s'affrontent dans une lutte de pouvoir sans merci. Les différentes classes se sont alliées et des cartes pouvant appartenir à plusieurs classes font leur apparition dans le jeu.
Les trois clans sont les suivants :
- les « Dessoudeurs » : les gros bras de la ville. Ils sont associés aux Chasseurs, Guerriers et Paladins ;
- la « Kabale » : une secte regroupant les sombres magiciens de Gadgetzan. Elle aidera les Démonistes, Mages et Prêtres ;
- le « Lotus de jade » : une famille d'assassins. Elle regroupe les Chamans, les Druides et les Voleurs.

Chaque famille dispose de ses cartes particulières qui pourront être utilisées uniquement par les trois classes du clan.

### Cinquième extension:Voyage au centre d’Un’Goro
Le 27 février 2017, Blizzard annonce la cinquième extension, Journey to Un'Goro (en français, « Voyage au centre d’Un’Goro »). Cette extension propose 135 nouvelles cartes. L'extension sort le 6 avril 2017 aux États-Unis et le 7 avril en Europe,.
Cette extension met en place de nouvelles mécaniques, :
- l'Adaptation (Adapt), qui fonctionne comme la Découverte, et permet de choisir 1 option sur 3 possibles (pour un total de 10 options différentes) à ajouter à un serviteur ;
- les « Quêtes », des cartes légendaires permettant de réaliser des quêtes lors des parties afin d'obtenir une puissante carte bonus, donnant un effet exclusif puissant ou un nouveau pouvoir héroïque pour le reste de la partie ;
- un nouveau type de serviteurs : les Élémentaires.

### Sixième extension:Chevaliers du Trône de glace
Le 7 juillet 2017, Blizzard annonce la sixième extension, Knights of the Frozen Throne (en français, « Chevaliers du Trône de glace »). Cette extension propose 135 nouvelles cartes. L'extension sort le 10 août 2017 aux États-Unis et le 11 août en Europe
Cette extension met en place de nouvelles mécaniques :
- des cartes légendaires « Héros chevalier de la mort » (9 cartes, 1 par classe), qui permettent de transformer les héros en chevaliers de la mort et leur donner de nouveaux pouvoirs héroïques[60] ;
- des cartes avec l'effet « Vol de vie » (LifeSteal), qui rendent des points de vie au héros d'un montant égal aux dégâts qu'elles infligent.

Cette extension apporte aussi une mini-aventure, la Bataille pour la Couronne de glace (Icecrown) : c'est une mission solo gratuite et optionnelle avec un prologue, deux ailes (avec trois boss dans chaque aile) et un combat final contre le roi-liche. Certains boss et ennemis rencontrés lors des missions peuvent être collectionnées sous forme de cartes, en achetant des paquets de cartes de l'extension. Cette mini-aventure permet aussi de remporter un dos de carte exclusif.
Certains boss sont annoncés comme très difficiles à vaincre. Une récompense spéciale sera accordée aux joueurs arrivant à vaincre le roi-liche avec les neuf classes du jeu ; il s'agit du héros alternatif Prince Arthas pour le Paladin. La stratégie de jeu du roi-liche (qui fait partie des combats de boss les plus ambitieux conçus par les développeurs) change en fonction de la classe du joueur ; c'est donc à neuf combats épiques différents que le joueur devra faire face.

### Septième extension:Kobolds et Catacombes
Le 3 novembre 2017, Blizzard annonce lors de la BlizzCon la septième extension, Kobolds & Catacombs (en français, « Kobolds et catacombes »). Cette extension propose 135 nouvelles cartes. L'extension sort le 7 décembre 2017 aux États-Unis et le 8 décembre en Europe.
Cette extension met en place de nouvelles mécaniques :
- des armes légendaires, (9 cartes, 1 par classe) ;
- des cartes avec l'effet « Appel » (Recruit), qui invoquent un ou plusieurs serviteurs du deck du joueur sur le plateau de jeu (les « Cris de guerre » éventuels des créatures appelées ne sont pas activés) ;
- un nouveau mode de jeu pour les aventures solo : la « Virée en donjon » (Dungeon Run).

La nouvelle mini-aventure solo gratuite pour cette extension — la première « Virée en donjon » — est la Bataille des catacombes. Le joueur commence l'aventure avec un deck faible et doit affronter 8 boss sélectionnés parmi 48 personnages. En gagnant contre un boss, le joueur peut choisir entre trois packs de trois cartes à ajouter dans son deck de base. Durant l'aventure, il peut ajouter des trésors très puissants dans son deck. Les cartes des decks et les trésors sont offerts et ne concernent que ce mode de jeu. Cette mini-aventure permet de remporter un dos de carte exclusif.

### Huitième extension:Bois Maudit
Le 12 mars 2018, Blizzard annonce la huitième extension, The WitchWood (en français, traduite par « Bois Maudit »). Cette extension propose 135 nouvelles cartes. L'extension sort le 12 avril 2018.
Cette extension met en place de nouvelles mécaniques :
- des cartes avec l'effet « Début de partie » (Start of Game)[71] ayant des effets divers au commencement de la partie, à la manière de la carte Prince Malchezaar de l'extension « Une nuit à Karazhan » ;
- des cartes avec l'effet « Écho » (Echo), qui permettent d'avoir une copie de la carte jouée, qui disparait à la fin du tour (par ex. : avec une carte dotée de l'effet « Écho » et coutant 3 points de mana, on peut la jouer au maximum 3 fois au tour 9 pour 9 points de mana) ;
- des cartes avec l'effet « Ruée » (Rush) qui permettent d'attaquer le tour où les cartes sont jouées (comme avec l'effet « Charge »), mais uniquement sur les serviteurs adverses ;
- une nouvelle synergie : les cartes à coût pair (Even) et impair (Odd). Pair : 0, 2, 4, 6, 8, 10, (12, 20) et impair : 1, 3, 5, 7, 9 (11). Ces cartes déclenchent un certain effet si le deck du joueur ne contient que des cartes avec un coût en mana pair ou impair.
- une nouvelle carte légendaire de Héros pour le Shaman, « Hagatha ». Ben Brode, l'un des concepteur du jeu, a confirmé que ce sera la seule carte de ce type pour cette extension[71] ;

La nouvelle mini-aventure solo gratuite pour cette extension, la « Chasse aux monstres » (Monster Hunt) est disponible deux semaines après la sortie de l'extension. Avec un des quatre nouveaux héros uniques de ce mode de jeu, l'objectif est de gagner huit parties à la manière d'une « Virée en donjon ». Elle permet de remporter un dos de carte exclusif.

### Neuvième extension:Projet Armageboum
Le 10 juillet 2018, Blizzard annonce la neuvième extension, Boomsday Project (en français, « Projet Armageboum »). Cette extension propose 135 nouvelles cartes. L'extension sort le 7 août 2018.
Cette extension met en place de nouvelles mécaniques, :
- des sorts légendaires (9 cartes, 1 par classe) ;
- des cartes avec l'effet « Magnétisme » (Magnetic) : un serviteur avec Magnétisme peut être joué normalement, ou bien fusionné avec un méca du côté du terrain du joueur, en le plaçant à sa gauche ; l'attaque, la vie et les capacités du serviteur possédant le mot-clé Magnétisme s'ajoutent à celle du méca en jeu ;
- des cartes avec la mécanique « Oméga » (terme présent dans le nom de la carte) : une carte Oméga active un effet puissant si le joueur possède 10 cristaux de mana ;
- des cartes avec la mécanique « Projet » (terme présent dans le nom de la carte) : nouveaux types de sorts qui possèdent des effets puissants ; ils aident le joueur qui les joue, mais également son adversaire ;
- une nouvelle carte légendaire de Héros pour le Guerrier : « Dr Boum génie fou ».

La nouvelle mini-aventure solo gratuite pour cette extension, le « Labo des casse-tête » (Puzzle Lab), un ensemble de puzzles à résoudre, est disponible depuis le 21 août 2018 et permet de remporter un dos de carte exclusif.

### Dixième extension:Les Jeux de Rastakhan
Le 2 novembre 2018, Blizzard annonce lors de la BlizzCon la dixième extension, Rastakhan's Rumble (en français, « Les Jeux de Rastakhan »). Cette extension propose 135 nouvelles cartes. L'extension sort le 4 décembre 2018.
Cette extension met en place de nouvelles mécaniques, :
- des cartes avec l'effet « Brutalité » (Overkill) qui déclenchent un effet bonus lorsque, pendant le tour de leur propriétaire, celles-ci infligent des dégâts supérieurs aux points de vie de leur cible ;
- chaque classe est représentée par un champion Troll, assisté d'un loa et d'un esprit. Les champions Trolls et les loas sont des serviteurs légendaires ; les esprits sont des serviteurs (rares) spéciaux qui peuvent changer le cours des parties et qui se camouflent le tour où ils sont joués. Les esprits et les loas fonctionnent très bien ensembles[78],[79].

La nouvelle mini-aventure solo gratuite pour cette extension, les « Jeux Trolls » (Rumble Run) est composée d'un défi similaire à la « Chasse aux monstres » : le joueur commence le tour en choisissant un champion Troll sélectionné de façon aléatoire, ce qui détermine sa classe et place un puissant serviteur loa sur le plateau au début de chaque partie, qui lui confèrera un avantage spécifique. Durant la progression de l'aventure, le joueur peut ajouter des paquets de cartes Sort et Serviteur à son deck. Cette mini-aventure permet de remporter un dos de carte exclusif.

### Onzième extension:L'Éveil des ombres
Le 14 mars 2019, Blizzard annonce la onzième extension, Rise of Shadows (en français, « L'Éveil des ombres »),. Cette extension propose 135 nouvelles cartes. L'extension sort le 9 avril 2019.
Cette extension met en place de nouvelles mécaniques, :
- des cartes Sort avec l'effet « Sort double » (Twinspell) qui, quand elles sont jouées, placent une copie de cette carte dans la main du joueur (la copie ne possède pas le mot-clé) ;
- des cartes avec l'effet « Manœuvre » (Schemes, terme présent dans le nom de la carte) : plus longtemps la carte reste dans la main du joueur, plus son effet devient puissant ;
- les laquais (Lackeys), des serviteurs 1/1 qui possèdent des cris de guerre puissants. D'autres laquais sont prévus au cours des deux prochaines extensions.

La nouvelle mini-aventure solo gratuite pour cette extension, le « Casse du siècle » (The Dalaran Heist) est disponible depuis le 16 mai 2019 et permet de gagner plusieurs récompenses, dont un dos de carte exclusif.

### Douzième extension:Les Aventuriers d’Uldum
Le 1er juillet 2019, Blizzard annonce la douzième extension, Saviors of Uldum (en français, « Les Aventuriers d’Uldum »). Cette extension propose 135 nouvelles cartes. L'extension sort le 6 août 2019,.
Cette extension met en place de nouvelles mécaniques :
- de nouvelles cartes « Quêtes » (à l'image de celles de la cinquième extension, Voyage au centre d’Un’Goro), des cartes légendaires permettant de réaliser des quêtes lors des parties afin d'obtenir un nouveau pouvoir héroïque pour le reste de la partie ;
- des cartes avec l'effet « Réincarnation » (Reborn). La première fois qu'ils sont détruits, les serviteurs dotés du mot-clé Réincarnation reviennent à la vie sur le plateau de jeu avec 1 seul point de vie ;
- des cartes avec l'effet « Plaies » (Plagues, terme présent dans le nom de la carte) pour les 5 classes du M.A.L. (Prêtre, Chaman, Guerrier, Démoniste et Voleur), qui dévastent tout sur leur passage et affectent tous les serviteurs du plateau, alliés et ennemis.

La nouvelle mini-aventure solo gratuite pour cette extension, « Les Tombes de la Terreur » (Tombs of Terror) est disponible depuis le 17 septembre 2019 et permet de gagner plusieurs récompenses, dont un dos de carte exclusif.

### Treizième extension:L'Envol des Dragons
Le 1er novembre 2019, Blizzard annonce la treizième extension, Descent of Dragons (en français, « L'Envol des Dragons »). Cette extension propose 140 nouvelles cartes. L'extension sort le 10 décembre 2019.
Cette extension met en place de nouvelles mécaniques :
- une nouvelle cartes héros, le dragon Galakrond : les classes Chaman, Démoniste, Guerrier, Prêtre et Voleur disposent d'une version différente de la carte Galakrond ;
- des cartes avec l'effet « Conjurer » (Invoke) : les serviteurs avec ce mot-clé renforcent la carte héros Galakrond et déclenchent son pouvoir héroïque ;
- des cartes de type « Explorateur » (terme présent dans le nom de la carte), qui permettent toujours de Découvrir (effet « Découverte ») un dragon ;
- des cartes avec l'effet « Quêtes annexes », des mini-quêtes (pour les Mages, Druides, Chasseurs et Paladins) faciles à réaliser permettant d'obtenir un bonus en jeu[87].

À compter de cette extension, un cinquième mode de jeu est disponible : les « Champs de bataille »  (Battlegrounds).
La nouvelle mini-aventure solo pour cette extension, « Le Réveil de Galakrond » (Galakrond's Awakening) sort le 21 janvier 2020. Le joueur affronte de nouveaux boss répartis à travers 4 chapitres. À la différence des autres mini aventures, celle-ci est payante (700 pièces d'or ou 6,99 € par chapitre, sauf pour la première aile qui est gratuite) mais permet d'ajouter à sa collection 35 nouvelles cartes ainsi que des dos de cartes exclusifs.

### Quatorzième extension:Les Cendres de l'Outreterre
Le 17 mars 2020, Blizzard annonce la quatorzième extension, Ashes of Outland (en français, « Les Cendres de l'Outreterre »). Cette extension propose 135 nouvelles cartes. L'extension sort le 7 avril 2020,.
Cette extension met en place de nouvelles mécaniques :
- une nouvelle classe de personnage, la dixième, le « Chasseur de démons » (Demon Hunter), qui prend les traits du personnage d'Illidan Hurlorage[92] ;
- des cartes avec l'effet « Marginal » (Outcast), exclusives pour le Chasseur de démons. Les cartes avec ce mot-clé voient leur puissance amplifiée lorsqu’elles sont jouées depuis l’extrémité gauche ou droite de la main du joueur, même si elles sont piochées à ce tour ;
- des cartes serviteurs avec l'effet « en sommeil » (Dormant), qui restent en sommeil pendant deux tours après avoir été jouées. Insensibles et incapables d’attaquer tant qu’ils sont endormis, ces serviteurs déchaînent des effets bouleversants lorsqu’ils s’animent, capables de renverser le cours des batailles ;
- un nouveau type de serviteurs, les Primus (Primes), des serviteurs qui, une fois morts, regagnent le deck du joueur dans une version largement améliorée. À l’exception du Chasseur de démons, chaque classe compte ses propres Primus.

L'extension comporte aussi une mini aventure, « Initié chasseur de démons » (Demon Hunter Initiate), qui permet d'obtenir des cartes supplémentaires et deux dos de cartes exclusives.

### Quinzième extension:L'Académie Scholomance
Le 14 juillet 2020, Blizzard annonce la quinzième extension, Scholomance Academy (en français, « L'Académie Scholomance »). Cette extension propose 135 nouvelles cartes. L'extension sort le 6 août 2020,.
Cette extension met en place de nouvelles mécaniques, :
- des cartes « Double-classe » (Dual Class), 40 cartes qui reprennent les meilleurs atouts de deux classes différentes. Ces cartes seront jouables par les deux classes en question ;
- des cartes avec l'effet « Salve » (Spellburst), un effet qui s'active lorsqu’un serviteur ou une arme avec le mot clé « Salve » est en jeu, en conjonction avec une autre carte ;
- des cartes de type « Études » (Studies, terme présent dans le nom de la carte), des nouveaux sorts qui permettent de découvrir immédiatement une carte et de réduire le coût en mana de la prochaine carte de ce type jouée ;
- la carte « Étudiant en échange », un serviteur de rang épique possédant 25 effets différents selon le plateau de jeu où il est joué. La carte est donnée en deux exemplaires si le joueur se connecte en jeu, à partir du 14 juillet jusqu'au 20 octobre 2020[95].

### Seizième extension:Folle journée à Sombrelune
Le 22 octobre 2020, Blizzard annonce la seizième extension, Madness at the Darkmoon Faire (en français, « Folle journée à Sombrelune »). Cette extension propose 135 nouvelles cartes. L'extension sort le 17 novembre 2020.
Cette extension met en place de nouvelles mécaniques :
- des cartes avec l'effet « Corrompu » (Corrupt) : ce type de carte s’améliore dans la main du joueur lorsque celui-ci joue une carte plus coûteuse. La carte « corrompue » offre alors des effets dévastateurs supplémentaires ;
- quatre puissants Serviteurs ancestraux aux effets insensés, inspirés de ceux utilisées dans l'extension Les Murmures des Dieux très anciens des origines (les Dieux très anciens).

135 cartes sont disponibles dès la sortie de l'extension le 17 novembre, puis 35 cartes uniques (66 nouvelles cartes en tout) sont rajoutées à la collection lors de la sortie de la mini-extension Courses de Sombrelune (Darkmoon Races), pour un total de 170 cartes.
En novembre 2020, peu avant la sortie de cette extension, sont ajoutés les fonctionnalités du « système de progression » (« hauts-faits » qui récompensent des actions dans le jeu — une refonte des Achievements) et le « parcours de récompense » (refonte des quêtes journalières pour obtenir des paquets de cartes gratuits).
En février 2021, Blizzard annonce des changements importants pour le jeu avec l'arrivée de l'ensemble « Fondamental » (Core) pour le mode Standard (qui remplace les cartes de base, les cartes classiques et celles du Panthéon) et de l'arrivée de l'ensemble « Héritage » (anciennes cartes de base, classiques et du Panthéon) pour le format Libre. L’ensemble « Fondamental » propose 235 nouvelles cartes gratuites, permettant à tous types de joueurs de disposer d’une collection récente de cartes de départ afin de rendre le jeu plus accessible aux nouveaux joueurs.

### Dix-septième extension:Forgés dans les Tarides
Le 20 février 2021, à l'occasion de la BlizzCon, l'extension « Forgés dans les Tarides » (Forged in the Barrens) est annoncée, ainsi que le lancement de l'Année du Griffon. L'extension sort le 30 mars 2021 et ajoute 135 nouvelles cartes.
Les nouvelles mécaniques sont :
- « Sorts de rang » : des sorts de classe qui gagnent en puissance quand le joueur arrive à 5 et 10 cristaux de mana ;
- Mot-clé « Frénésie » : des serviteurs avec des effets qui se déclenchent la première fois qu'ils survivent aux dégâts.
- Les aventuriers 2/2 avec un effet bonus aléatoire (provocation, furie des vents, etc). Ceux-ci sont exclusifs à 4 cartes de ce mini-set (hormis Maître de vol Dungar).

La mini-extension, « Cavernes des Lamentations » (Wailing Caverns) sort par la suite, rajoutant 35 nouvelles cartes.

### Dix-huitième extension:Unis à Hurlevent
L'extension « Unis à Hurlevent » (United in Stormwind) sort le 3 août 2021. Elle comprend 135 cartes.
Les nouvelles mécaniques sont :
- mot-clé « Échangeable » : les cartes avec ce mot-clé peuvent être jouées normalement ou bien être échangées (remises dans le deck) avec une autre carte du deck, moyennant 1 cristal de mana ;
- « Suites de quêtes » : les dix classes du jeu ont accès à une « Suite de quêtes », propre à l’aventure de leur mercenaire à Hurlevent. Ce sont des sorts légendaires présents dans la main du joueur dès le début de partie, et qui possèdent trois paliers de progression. Chaque étape complétée rapporte une récompense, puis un puissant serviteur mercenaire une fois la suite terminée.
- Montures et Outils de métier : des sorts invoquant une monture quand un serviteur est détruit ; les Outils de métier sont des armes qui confèrent des effets spéciaux plutôt qu’un bonus d’attaque.

La mini-extension, « Mortemines » (Deadmines) sort par la suite, rajoutant 35 nouvelles cartes. La particularité de ce mini-set a été de fournir à chaque classe au moins un Pirate puisque les Mortemines sont le repaire des bandits Defias, menés par Edwin Vancleef.

### Dix-neuvième extension:Divisés dans la vallée d'Alterac
L'extension « Divisés dans la vallée d'Alterac » (Fractured in Alterac Valley) sort le 7 décembre 2021 et comprend 135 cartes.
Les nouvelles mécaniques sont :
- mot-clé « Victoire honorable » : confère des bonus uniques en infligeant le montant de dégâts exact nécessaire sur un ennemi, comme la réduction du coût de tous les sorts ou +1/+1 pour chaque victoire honorable ;
- « Héros mercenaires » : des cartes héros avec des effets qui renverseront la partie avec de nouveaux cris de guerre et des compétences de héros ;
- « Objectifs » : des sorts dont les effets durent trois tours de jeu. Plus tard, ce genre de mécanique spécifique au Paladin prit le nom d'Auras.

Une particularité de cette extension a été de demander à chaque joueur qui se connectait au moment de la sortie de choisir son camp entre L'Alliance ou La Horde. Ainsi si vous choisissiez La Horde, vous obteniez la carte dorée Drek'Thar, et Vanndar Foudrepique dorée si vous choisissiez L'Alliance.
Entre le 30 novembre 2021 et le 5 avril 2022, avec un système de points d'honneur suivant si vous gagniez ou perdiez vos matchs en mode Classé, en mode Arène ou en mode Duels, et suivant la faction (Horde ou Alliance) de l'adversaire, vous obteniez un certain nombre de points. (10 points pour une défaite, 20 points pour une victoire contre la même factions et 40 points pour une victoire contre la faction adverse). En gagnant de l'honneur, vous obteniez alors les cartes "Objectifs" en version dorée. Suivant que vous choisissiez L'Alliance ou La Horde, seul l'ordre des récompenses changeait.
Finalement, 57 % des joueurs ont rejoint L'Alliance et 43 % ont rejoint La Horde. L'Alliance a récolté 4 700 389 470 points d'honneur, soit 55 % des points récoltés lors de l'événement et La Horde a récolté 3 917 314 120 points d'honneur, soit 45 % des points récoltés.
La mini-extension, « Repaire d'Onyxia » (Onyxia's Lair) est annoncée le 10 février 2022 et sortie le 15 février 2022, rajoutant 35 cartes. Ce mini-set reprend l'univers des Raids de World of Warcraft où des groupes jusqu'à 40 aventuriers doivent réussir à vaincre des instances avec plusieurs boss avant de combattre un boss final plus difficile.

### Vingtième extension:Au cœur de la cité engloutie
L'extension « Au cœur de la cité engloutie » (Voyage to the Sunken City) sort le 12 avril 2022 et comprend 135 cartes.
Une nouvelle race de serviteurs apparaît : les "Nagas". Certaines cartes déjà sorties deviennet alors des Nagas. Ceux-ci ont souvent des synergies liées aux sorts.
Les nouvelles mécaniques sont  :
- mot-clé « Dragage » qui  permet de regarder les 3 cartes situées au-dessous du deck, puis d’en choisir une qui se replacera sommet de la pile.
- les cartes "englouties" qui doivent être jouées une première fois, puis une copie plus puissante est alors posée sous le deck.
- les serviteurs légendaires "Colossaux" qui sont trop imposants pour apparaître sur une seule carte. Les serviteurs dotés du mot-clé Colossal s’accompagnent de différents membres qui agissent en synergie avec leur corps et qui apparaissent dès lors qu’un serviteur Colossal est invoqué, même lorsqu’il n’a pas été joué de votre main. Dans Au cœur de la cité engloutie, chaque classe possède son propre serviteur Colossal légendaire.

La mini-extension, « Le trône des Marées » (The throne of Tides) est annoncée le 27 mai 2022 et sortie le 1er juin 2022, rajoutant 35 cartes. Ce mini-set ajoute notamment deux serviteurs légendaires colossaux neutres.

### Vingt-et-unième extension:Meurtre au château Nathria
L'extension « Meurtre au château Nathria » (Murder at Castle Nathria)) sort le 2 août 2022 et comprend 135 cartes.
Un nouveau type de carte apparaît : les « Lieux ». Ils peuvent être joués sur le plateau pour un coût initial, comme les serviteurs. Ils ne peuvent pas subir de dégâts ou être détruits, sauf par les cartes spécifiquement prévues à cet effet. Les Lieux disposent d’effets à activer que vous pouvez utiliser lorsque c’est votre tour. Chaque fois que vous utilisez un effet de lieu, votre carte perd un point de Durabilité et ne pourra plus être utilisée jusqu’à la fin du tour, ni au tour suivant.
Les nouvelles mécaniques sont  :
- mot-clé « Imprégnation (n) : » où n est un nombre. Tant que cette carte est dans votre main et à chaque fois qu'un serviteur allié est détruit, le compteur Imprégnation diminue de 1. Lorsqu'il atteint 0, la carte se transforme en une version où le terme imprégnation a disparu. (L'effet d'Imprégnation est permanent et définitif)
- l'augmentation du nombre de points de vie maximum, ainsi que la taille du deck par l'introduction de la carte "Prince Renathal" dans le deck, sans autre contrainte.

La mini-extension, « L'antre hors des lois » (Maw and disorder) est annoncée le 22 septembre 2022 et sortie le 27 septembre 2022, rajoutant 35 cartes. Ce mini-set est basé sur le fait que Sylvanas Coursevent a été arrêtée et doit être jugée par le Geôlier. Toutes les cartes sont donc dans le thème de la justice et des procès.

### Vingt-deuxième extension:La Marche du Roi-Liche
L'extension « La Marche du Roi-Liche » (March of the Lich King) sort le 6 décembre 2022 et comprend 145 cartes.

### Vingt-troisième extension:La Fête des Légendes
L'extension « La Fête des Légendes » (Festival of Legends) sort le 11 avril 2023 et comprend 145 cartes.

### Vingt-quatrième extension:TITANS
L'extension « TITANS » (TITANS) sort le 1er août 2023 et comprend 145 cartes.

### Vingt-cinquième extension:Rixe en Terres Ingrates
L'extension « Rixe en Terres Ingrates » (Showdown in Badlands) sort le 14 novembre 2023 et comprend 145 cartes.

### Vingt-sixième extension:L'Atelier de Mystifix
L'extension « L'atelier de Mystifix » (Whizbang's Workshop) sort le 19 mars 2024 et comprend 145 cartes.

### Vingt-septième extension:Paradis en péril
L'extension « Paradis en Péril » (Perils in Paradise) sort le 23 juillet 2024 et comprend 145 cartes.

### Vingt-huitième extension:La Ténèbre de l'au-delà
L'extension « La Ténèbre de l'au-delà » (The Great Dark Beyond) sort le 5 novembre 2024 et comprend 145 cartes.